# オトメアゼナ
オトメアゼナ（Bacopa monnieri）はオオバコ科に分類される抽水-湿生植物の一種。

## 分布
世界中の熱帯・亜熱帯地域に広く分布する。日本では沖縄県に定着している。池沼や、流れの緩やかな水路、水田、湿原などの日当たりのよい環境で生息する。

## 特徴
多年生の水草で、幅3-6mmの肉厚な卵形の葉をもち、長さ0.8-2cmで、対生する。葉の縁はギザギザ。花期は4-6月で、花弁は0.8-1cmで白色から淡紫色。浅く4-5裂する。1本の雌しべと長短2本ずつ計4本の雄しべが下部で花弁と合着する。花後、萼片に挟まれた長さ6-7mmの薄い果実ができる。果実の中には褐色の小さな種子が多数ある。

## 外来種問題
世界各地で観賞用の水草に用いるために、輸入・販売等がされており、そうした飼育個体が野外に定着してしまっている。
雑草として水田や水路に繁殖して、在来種の植物の生育を妨げる危険性がある。したがって、日本では外来生物法によって要注意外来生物に指定されている。